# Sông Marne
Sông Marne là một con sông của Pháp. Nó là một nhánh của sông Seine và nối với sông Seine ở phía đông-nam Paris. Dài 525 km, Marne bắt nguồn từ cao nguyên Langres, thuộc Balesmes-sur-Marne, Haute-Marne.
Vào thế kỷ 19 và 20, sông Marne là đề tài sáng tác của rất nhiều họa sĩ nổi tiếng, như Camille Corot, Paul Cézanne, Camille Pissarro... Tuy nhiên, dòng sông này gắn liền với những trận đánh kinh hoàng trong cuộc Chiến tranh thế giới lần thứ nhất. Đó là trận sông Marne lần thứ nhất vào năm 1914, khi liên quân Anh - Pháp đánh lui quân Đức và chấm dứt cuộc tiến công của Quân đội Đức vào Paris. Bốn năm sau (1918), trận sông Marne lần thứ hai bùng nổ, kiên quân Anh - Pháp - Mỹ - Ý đập tan tác quân Đức và một lần nữa tiêu diệt cuộc tấn công của quân Đức vào Paris trong Chiến dịch Mùa Xuân.

## Qua các tỉnh

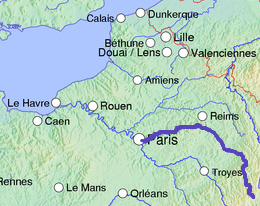
Bản đồ sông Marne

- Haute-Marne (52): Chaumont, Saint-Dizier
- Marne (51): Châlons-en-Champagne, Épernay
- Aisne (02): Château-Thierry
- Seine-et-Marne (77): Meaux, Lagny-sur-Marne, Torcy, Noisiel
- Seine-Saint-Denis (93): Neuilly-sur-Marne, Noisy-le-Grand
- Val-de-Marne (94): Nogent-sur-Marne, Créteil, Charenton-le-Pont, Champigny-sur-Marne, Saint-Maur-des-Fossés, Joinville-le-Pont, Saint-Maurice